# Narathiwat (stad)
Narathiwat (Thais: นราธิวาส) is een stad in Zuid-Thailand. Narathiwat is hoofdstad van de provincie Narathiwat en het district Narathiwat. De stad telde in 2000 bij de volkstelling 42.002 inwoners.

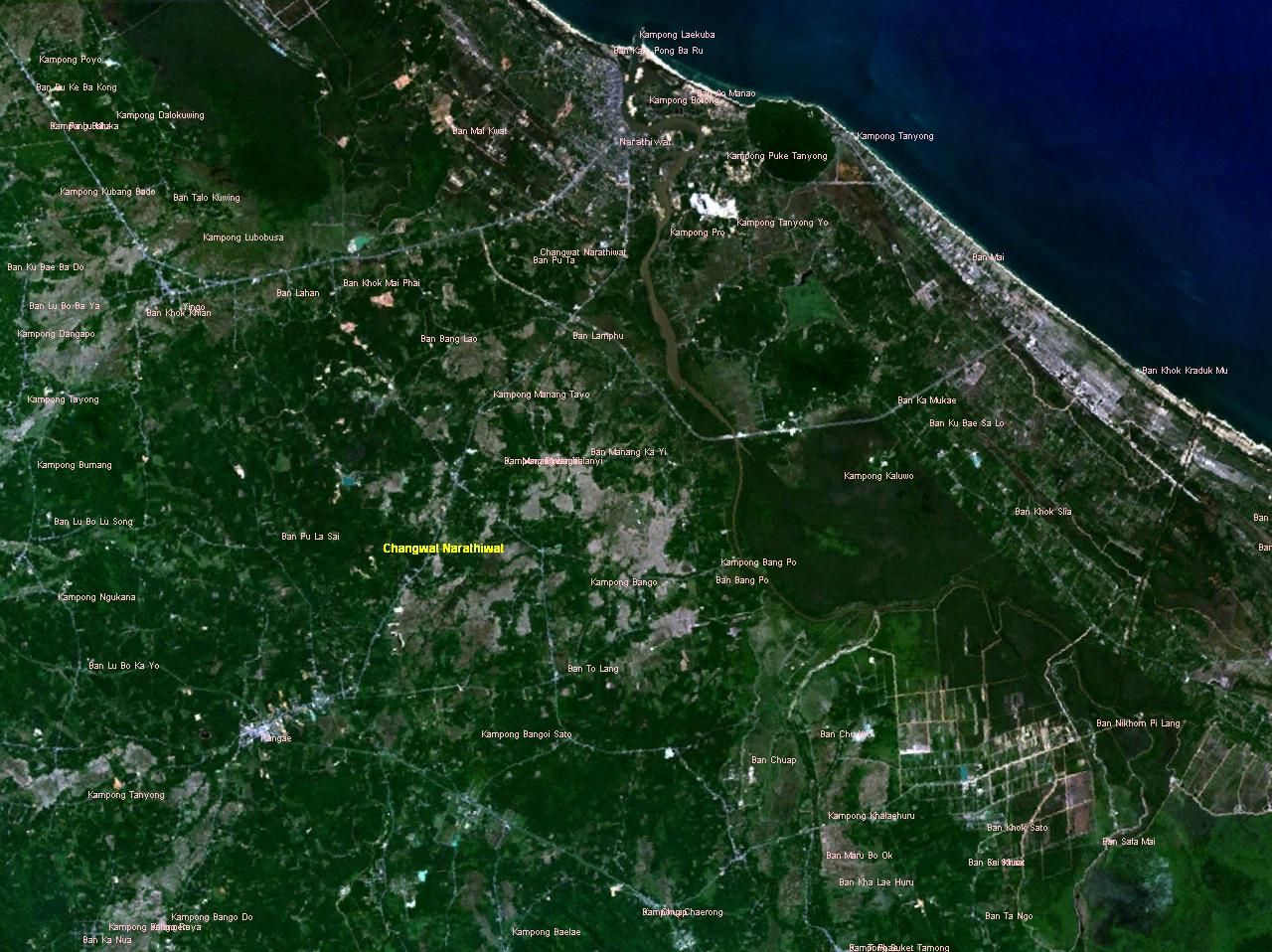
Satellietfoto van de provincie Narathiwat met in het noorden van de afbeelding de stad Narathiwat